# Tepeco, Veracruz
Tepeco är en ort i Mexiko.   Den ligger i kommunen Chicontepec och delstaten Veracruz, i den sydöstra delen av landet, 190 km nordost om huvudstaden Mexico City. Tepeco ligger 366 meter över havet och antalet invånare är 339.
Terrängen runt Tepeco är huvudsakligen kuperad, men åt sydost är den platt. Terrängen runt Tepeco sluttar österut. Runt Tepeco är det ganska tätbefolkat, med 120 invånare per kvadratkilometer. Närmaste större samhälle är Benito Juárez, 13,9 km väster om Tepeco. Trakten runt Tepeco består till största delen av jordbruksmark.